# Emil Druncea
Emil Druncea, (n. 2 februarie 1951, Fetești, județul Ialomița) pe numele său adevărat Enache Druncea,  este un scriitor român. A debutat în 1982 în revista Arcadia. 
Activitatea sa acoperă atat zona de proză, proză biografică, poezie, povesti și basme dar și apariții in volume colective de poezie și povestiri. În egală masură activitatea sa publicistică se regasește și în articolele din ziarele și revistele vremii. 
În anul 2009 a fost inclus în dicționarul ”Scriitorimea Bărăganului”, autor Aurel David iar în 2011 a fost inclus în ”Istoria literaturii postdecembriste”, autor Mihai Marcu. Critica apreciază că Emil Druncea a creat un stil nou în creația poetică, minimalismul laconic sau emilismul.

## Introducere
Emil Druncea valorifică fiecare experiență umană, convertind-o într-un perpetuum mobile al acțiunilor viitoare, valorizând fiecare clipă printr-o trăire intensă și revelatoare. Unele dintre poemele sale amintesc de concentratele haikuuri care - prin arhicunoscuta lor finețe - exprimă ceea ce altfel nu poate fi exprimat. Acceptă cuvântul ca pe un dar, ridicând – apoi - pas cu pas, marmoreele trepte (versurile) ce duc spre patria tacit murmurată - sufletul.
Gheorghe A. Stroia
Membru corespondent al Academiei Româno-Americane de Arte și Științe ARA
EMILISM

Emilismul este filozofia simplă a iubirii în vremuri tulburi în care prea mulți oameni și-au pierdut reperul. Abordare minimalistă, folosind teme comune, într-un stil laconic, astfel încât cititorul să înțeleagă, apoi ”să înțeleagă” și să contribuie la creșterea iubirii. 

## Biografie
Emil DRUNCEA este pseudonimul literar al lui Enache DRUNCEA, călător pe valul literelor, născut la data de 2 februarie 1951, în orășelul Fetești din județul Ialomița, ca fiu al Linei și al lui Stan Druncea. Aici și-a petrecut clipa de vis a copilăriei fără griji. Tot în Fetești a absolvit cursurile primare și pe cele gimnaziale. 

În perioada 1966 – 1970 a urmat cursurile Liceului Agricol Vintilă Brătianu din localitatea Dragomirești Vale aparținătoare județului Ilfov. Mai târziu, peste aproape două decenii, între 1986 – 1987, a urmat Cursurile postliceale de specializare în Organizarea și normarea muncii din cadrul Ministerului Construcțiilor. 

Primii pași în frumoasa lume a literelor românești au fost făcuți în anul 1982, când revista Arcadia, care apărea în județul Ialomița, i-a publicat în paginile sale câteva versuri. Evenimentul debutului editorial s-a produs cu volumul de memorii Ion Vlad – sculptor. 1920 – 1992, lansat în librării în 1992. 

Emil Druncea scrie îndeobște poezie. O poezie căreia i-a imprimat un stil propriu, cunoscut drept stil Emilist.

## Creație Literară
- Cărti publicate:
  - Ion Vlad - Sculptor 1920-1992, 2009, editura Agora, Călărași, ISBN 978-973-8295-85-8, memorialistică [2]
  - Povești pentru pici și bunici, 2009, editura Agora, Călărași, ISBN 978-973-8295-93-3, povești pentru copii de 6-10 ani,
  - Treisprezece cântece de demult pentru o pictoriță, 2009, editura Agora, Călărași, ISBN 978-973-8295-92-6, versuri,
  - Lordul Tuturor, 2010, editura Agora, Călărași, ISBN 978-973-8242-16-9, versuri,
  - Un lord călare, două alergări, 2010, editura Agora, Călărași, ISBN 978-973-8241-10- 0, versuri,
  - Insula de cuvinte, 2011, editura Armonii Culturale, Adjud, ISBN 978-606-92953-9-7, vesuri [3]
  - Antologie universală a poeziei românești contemporane-124 poeți contemporani, 2012, editura Armonii Culturale, Adjud, ISBN 978-606-8388-35-9, versuri, volum colectiv,
  - Ipostaze, 2013, editura Armonii Culturale, Adjud, ISBN 978-606-8388-19-2, versuri,
  - Nania, basm, 2013, editura Armonii Culturale, Adjud, ISBN 978- 606-8388-82-3, basm,
  - Poeme pentru îngerași, 2014, poezii pentru copii de 6-10 ani,
  - La colțari, 2014, editura Rovimed Publishers, Bacău, ISBN 978-606-583-473-6, roman,
  - Artista și Lordul, 2014, editura Armonii Culturale, Adjud, ISBN 978-606-8569-83-3, versuri
  - Lanțul prieteniei,
  - Insemn,

- A publicat articole în ziarele si reviste:
  - Ialomița,
  - Tribuna Ialomiței,
  - Oglinda Ialomiței,
  - Concret,
  - Independent,
  - Vestul.

- A publicat versuri în revistele:
  - Semănătorul,
  - Armonii Culturale,
  - Cenaclu,
  - Sinteze,
  - Almanahul Literar,
  - și pe mai multe site-uri online.